# André Ruffet
Andrè Ruffet (Saint-Donan, 9 novembre 1929 – Ploufragan, 15 agosto 2011) è stato un ciclista su strada francese.

## Carriera
Divenne professionista nel 1950 e si distinse vincendo due tappe del Tour de l'Ouest; partecipò due volte al Tour de France, e in entrambe si ritirò. fu inoltre secondo al Bretagne Classic Ouest-France nel 1950. si ritirò nel 1960.

## Palmarès
- 1950

6a tappa Tour de l'Ouest
8a tappa Tour de l'Ouest
- 1954

3a tappa Giro del Lussemburgo
- 1955

Grand Prix de Rennes
- 1a tappa Tour du Morbihan
- 1956

4a tappa Giro di Normandia
- 1957

5a tappa Parigi-Nizza

## Piazzamenti

### Grandi Giri
- Tour de France

1951: ritirato
1954: ritirato